# Linea 4 (metropolitana di Seul)
La Linea 4 (conosciuta anche come Linea blu) è una linea della metropolitana di Seul. Questa lunga linea attraversa da sudovest a nordest l'area metropolitana di Seul. La parte a sud è suddivisa in due tronchi, quello di Gwacheon e quello di Ansan, facenti parte rispettivamente delle linee Gwacheon e Ansan, e gestita dalla Korail.

## Servizi
La maggior parte dei treni percorrono la linea in tutta la sua lunghezza fermando ad ogni stazione. La mattina tuttavia nelle fasce pendolari è attivo dal 2010 dalla stazione di Ansan un servizio Espresso Regionale (ER), solo in direzione Seul, che nel primo tratto della linea Ansan ferma solo in due stazioni (Jungang e Sangnoksu).

## Futuro
In futuro è previsto un prolungamento verso nord-est dalla stazione di Danggogae a Jinjeop, nella città di Namyangju. 
Sono inoltre in corso i lavori per due nuove linee che modificheranno radicalmente l'assetto della parte sud della linea.

### Linea Jinjeop
A partire dal capolinea nord di Danggogae è in costruzione un'estensione della linea 4, ufficialmente chiamata linea Jinjeop (진접선 - 榛接線; Jinjeop-seon), la cui apertura è prevista per il 2019 con 4 nuove stazioni: Sinbyeollae, Pungyang, Onam e Jinjeop. I nomi non sono ancora definitivi.

### Linea Suin
A partire dal 2016, fra le stazioni di Università Hanyang e Oido i binari sono condivisi con la nuova linea Suin in costruzione. Questo ha permesso di aumentare la frequenza dei treni, e migliorare il collegamento di tutta la zona meridionale della periferia di Seul. I treni provengono infatti da Suwon, dopo aver raggiunto il capolinea della linea Bundang e raggiungono a Incheon, permettendo di spostarsi direttamente fra le città senza passare per il centro di Seul.

## Stazioni
Con ER vengono indicate le fermate dell'Espresso Regionale della mattina (solo in direzione periferia > centro).

### Linea 4 della metropolitana
| Codice Stazione | Nome stazione Alfabeto            | Nome stazione Hangŭl | Nome stazione Hanja | ER | Collegamenti                                                   | Linea  | Distanza in km | Distanza totale | Posizione | Posizione   |
|                 |                                   |                      |                     |    |                                                                |        |                |                 |           |             |
| 409             | Danggogae                         | 당고개               | 당고개              | ◎  |                                                                | Line 4 | ---            | 0.0             | Seul      | Nowon-gu    |
| 410             | Sanggye                           | 상계                 | 上溪                | ●  |                                                                | Line 4 | 1.2            | 1.2             | Seul      | Nowon-gu    |
| 411             | Nowon                             | 노원                 | 蘆原                | ●  | Linea 7                                                        | Line 4 | 1.0            | 2.2             | Seul      | Nowon-gu    |
| 412             | Changdong                         | 창동                 | 倉洞                | ●  | Linea 1                                                        | Line 4 | 1.4            | 3.6             | Seul      | Dobong-gu   |
| 413             | Ssangmun                          | 쌍문                 | 雙門                | ●  |                                                                | Line 4 | 1.3            | 4.9             | Seul      | Dobong-gu   |
| 414             | Suyu                              | 수유                 | 水踰                | ●  |                                                                | Line 4 | 1.5            | 6.4             | Seul      | Gangbuk-gu  |
| 415             | Mia                               | 미아                 | 彌阿                | ●  |                                                                | Line 4 | 1.4            | 7.8             | Seul      | Gangbuk-gu  |
| 416             | Miasageori                        | 미아사거리           | 彌阿四거리          | ●  |                                                                | Line 4 | 1.5            | 9.3             | Seul      | Gangbuk-gu  |
| 417             | Gireum                            | 길음                 | 吉音                | ●  |                                                                | Line 4 | 1.3            | 10.6            | Seul      | Seongbuk-gu |
| 418             | Università femminile Sungshin     | 성신여대입구         | 誠信女大入口        | ●  | Linea Ui                                                       | Line 4 | 1.4            | 12.0            | Seul      | Seongbuk-gu |
| 419             | Università Hansung                | 한성대입구           | 漢城大入口          | ●  |                                                                | Line 4 | 1.0            | 13.0            | Seul      | Seongbuk-gu |
| 420             | Hyehwa                            | 혜화                 | 惠化                | ●  |                                                                | Line 4 | 0.9            | 13.9            | Seul      | Jongno-gu   |
| 421             | Dongdaemun                        | 동대문               | 東大門              | ●  | Linea 1                                                        | Line 4 | 1.5            | 15.4            | Seul      | Jongno-gu   |
| 422             | Dongdaemun History & Culture Park | 동대문역사문화공원   | 東大門歷史文化公園  | ●  | Linea 2 Linea 5                                                | Line 4 | 0.7            | 16.7            | Seul      | Jung-gu     |
| 423             | Chungmuro                         | 충무로               | 忠武路              | ●  | Linea 3                                                        | Line 4 | 1.3            | 17.4            | Seul      | Jung-gu     |
| 424             | Myeong-dong                       | 명동                 | 明洞                | ●  |                                                                | Line 4 | 0.7            | 18.1            | Seul      | Jung-gu     |
| 425             | Hoehyeon                          | 회현                 | 會賢                | ●  |                                                                | Line 4 | 0.7            | 18.8            | Seul      | Jung-gu     |
| 426             | Seul                              | 서울                 | 首爾                | ●  | Linea 1 Linea Gyeongui-Jungang Linea AREX ■ Linea KTX Gyeongbu | Line 4 | 0.9            | 19.7            | Seul      | Yongsan-gu  |
| 427             | Università femminile Sookmyung    | 숙대입구             | 淑大入口            | ●  |                                                                | Line 4 | 1.0            | 20.7            | Seul      | Yongsan-gu  |
| 428             | Samgakji                          | 삼각지               | 三角地              | ●  | Linea 6                                                        | Line 4 | 1.2            | 21.9            | Seul      | Yongsan-gu  |
| 429             | Sin-Yongsan                       | 신용산               | 新龍山              | ●  |                                                                | Line 4 | 0.7            | 22.6            | Seul      | Yongsan-gu  |
| 430             | Ichon                             | 이촌                 | 二村                | ●  | Linea Gyeongui-Jungang                                         | Line 4 | 1.3            | 23.9            | Seul      | Yongsan-gu  |
| 431             | Dongjak                           | 동작                 | 銅雀                | ●  | Linea 9                                                        | Line 4 | 2.7            | 26.6            | Seul      | Dongjak-gu  |
| 432             | Università Chongshin              | 총신대입구           | 總神大入口          | ●  | Linea 7                                                        | Line 4 | 1.8            | 28.4            | Seul      | Dongjak-gu  |
| 433             | Sadang                            | 사당                 | 舍堂                | ●  | Linea 2                                                        | Line 4 | 1.1            | 29.5            | Seul      | Dongjak-gu  |
| 434             | Namtaeryeong                      | 남태령               | 南泰嶺              | ●  |                                                                | Line 4 | 1.6            | 31.1            | Seul      | Seocho-gu   |
|                 |                                   |                      |                     |    |                                                                |        |                |                 |           |             |

### Linea Korail Gwacheon
| Codice Stazione | Nome stazione Alfabeto            | Nome stazione Hangŭl | Nome stazione Hanja | ER | Collegamenti | Linea          | Distanza in km | Distanza totale | Posizione   | Posizione |
|                 |                                   |                      |                     |    |              |                |                |                 |             |           |
| 435             | Seonbawi                          | 선바위               | 선바위              | ●  |              | Linea Gwacheon | 1.0            | 32.1            | Gyeonggi-do | Gwacheon  |
| 436             | Ippodromo di Seul                 | 경마공원             | 競馬公園            | ●  |              | Linea Gwacheon | 1.0            | 33.1            | Gyeonggi-do | Gwacheon  |
| 437             | Seoul Grand Park                  | 대공원               | 大公園              | ●  |              | Linea Gwacheon | 0.9            | 34.0            | Gyeonggi-do | Gwacheon  |
| 438             | Gwacheon                          | 과천                 | 果川                | ●  |              | Linea Gwacheon | 1.0            | 35.0            | Gyeonggi-do | Gwacheon  |
| 439             | Complesso Governativo di Gwacheon | 정부과천청사         | 政府果川廳舍        | ●  |              | Linea Gwacheon | 1.0            | 36.0            | Gyeonggi-do | Gwacheon  |
| 440             | Indeogwon                         | 인덕원               | 仁德院              | ●  |              | Linea Gwacheon | 3.0            | 39.0            | Gyeonggi-do | Anyang    |
| 441             | Pyeongchon                        | 평촌                 | 坪村                | ●  |              | Linea Gwacheon | 1.6            | 40.6            | Gyeonggi-do | Anyang    |
| 442             | Beomgye                           | 범계                 | 범계                | ●  |              | Linea Gwacheon | 1.3            | 41.9            | Gyeonggi-do | Anyang    |
|                 |                                   |                      |                     |    |              |                |                |                 |             |           |

### Linea Korail Ansan
| Codice Stazione | Nome stazione Alfabeto | Nome stazione Hangŭl | Nome stazione Hanja | ER       | Collegamenti       | Collegamenti               | Collegamenti       | Linea       | Distanza in km | Distanza totale | Posizione | Posizione |
|                 |                        |                      |                     |          |                    |                            |                    |             |                |                 |           |           |
| 443             | Geumjeong              | 금정                 | 衿井                | ●        | Linea 1            | Linea 1                    | Linea 1            | Linea Ansan | 2.6            | 44.5            | Gunpo     |           |
| 444             | Sanbon                 | 산본                 | 山本                | ●        |                    |                            |                    | Linea Ansan | 2.3            | 46.8            | Gunpo     |           |
| 445             | Surisan                | 수리산               | 修理山              | ↑        |                    |                            |                    | Linea Ansan | 1.1            | 47.9            | Gunpo     |           |
| 446             | Daeyami                | 대야미               | 大夜味              | ↑        |                    |                            |                    | Linea Ansan | 2.6            | 50.5            | Gunpo     |           |
| 447             | Banwol                 | 반월                 | 半月                | ↑        |                    |                            |                    | Linea Ansan | 2.0            | 52.5            | Ansan-si  |           |
| 448             | Sangnoksu              | 상록수               | 常綠樹              | ●        |                    |                            |                    | Linea Ansan | 3.7            | 56.2            | Ansan-si  |           |
| 449             | Università Hanyang     | 한대앞               | 漢大앞              | ↑        |                    | Linea Suin (tratta comune) | Linea Suin-Bundang | Linea Ansan | 1.5            | 57.7            | Ansan-si  |           |
| 450             | Jungang                | 중앙                 | 中央                | ●        |                    | Linea Suin (tratta comune) | 1.6                | Linea Ansan | 59.3           |                 | Ansan-si  |           |
| 451             | Gojan                  | 고잔                 | 古棧                | ↑        |                    | Linea Suin (tratta comune) | 1.4                | Linea Ansan | 60.7           |                 | Ansan-si  |           |
| 452             | Choji                  | 초지                 | 草芝                | ↑        | Linea Seohae       | Linea Suin (tratta comune) | 1.5                | Linea Ansan | 62.2           |                 | Ansan-si  |           |
| 453             | Ansan                  | 안산                 | 安山                | ◎        |                    | Linea Suin (tratta comune) | 1.8                | Linea Ansan | 64.0           |                 | Ansan-si  |           |
| 454             | Singil Oncheon         | 신길온천             | 新吉溫泉            | No serv. |                    | Linea Suin (tratta comune) | 2.2                | Linea Ansan | 66.2           |                 | Ansan-si  |           |
| 455             | Jeongwang              | 정왕                 | 正往                | No serv. |                    | Linea Suin (tratta comune) | 2.9                | Linea Ansan | 69.1           | Siheung         |           |           |
| 456             | Oido                   | 오이도               | 烏耳島              | No serv. | Linea Suin-Bundang | Linea Suin (tratta comune) | 1.4                | Linea Ansan | 70.5           | Siheung         |           |           |
|                 |                        |                      |                     |          |                    |                            |                    |             |                |                 |           |           |